# Tim Murphy

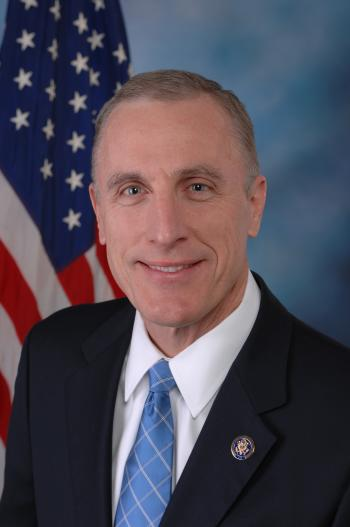
Tim Murphy (2011)

Timothy F. „Tim“ Murphy (* 11. September 1952 in Cleveland, Ohio) ist ein US-amerikanischer Politiker der Republikanischen Partei. Von 2003 bis zu seinem Rücktritt am 21. Oktober 2017 vertrat er den 18. Kongresswahlbezirk von Pennsylvania im US-Repräsentantenhaus.

## Werdegang
Tim Murphy besuchte die Walsh Jesuit High School in Ohio und danach bis 1974 die Wheeling Jesuit University in West Virginia. Daran schloss sich bis 1976 ein Studium an der Cleveland State University an. Er beendete seine Studienzeit im Jahr 1979 an der University of Pittsburgh. Anschließend arbeitete er als Psychologe an derselben Universität. Auf diesem Gebiet wurde er Mitherausgeber einiger Fachbücher. Zwischen 1996 und 2002 saß er im Senat von Pennsylvania.
Bei der Wahl des Jahres 2002 wurde Murphy im 18. Kongresswahlbezirk Pennsylvanias in das US-Repräsentantenhaus in Washington, D.C. gewählt, wo er am 3. Januar 2003 die Nachfolge des Demokraten Michael F. Doyle antrat (der wegen Umstrukturierung der Wahlkreise in den 14. Kongresswahlbezirk Pennsylvanias gewechselt war). Murphy wurde bei allen folgenden Wahlen, einschließlich der des Jahres 2016, wiedergewählt, seit 2012 ohne Gegenkandidaten.
Murphy war Mitglied im Ausschuss für Energie und Handel sowie in drei von dessen Unterausschüssen. Vorher saß er im Veteranenausschuss und im Verwaltungsreformausschuss. Murphy gehört bzw. gehörte auch dem Congressional Arts Caucus und vier weiteren Congressional Caucuses sowie dem zentristischen Bündnis Republican Main Street Partnership an. Er setzt sich insbesondere für Anliegen psychisch Kranker ein.
Im Jahr 2006 wurde ihm vorgeworfen, er habe Angestellte seines Büros im Wahlbezirk illegal für Wahlkampfzwecke arbeiten lassen.
Anfang Oktober 2017 wurde bekannt, dass Murphy – der sich politisch gegen Schwangerschaftsabbruch einsetzt (Pro-Life) – eine Frau, mit der er eine Affäre hatte, zur Abtreibung gedrängt hatte. Einen Tag später teilte Murphy mit, er werde bei der nächsten Wahl im November 2018 nicht mehr antreten, wiederum einen Tag später kündigte er seinen Rücktritt zum 21. Oktober 2017 an.
Es wurde für den 13. März 2018 eine außerordentliche Nachwahl für den Sitz angesetzt. Murphys Wahlkreis, zu dem Vorstädte von Pittsburgh und Teile der Kohleregion Pennsylvanias gehören, hatte Donald Trump bei der Präsidentschaftswahl 2016 mit 20 Prozentpunkten Vorsprung gewonnen, bei der Wahl setzte sich allerdings der Demokrat Conor Lamb durch.